# Insenatura New Bedford
L'insenatura New Bedford (in inglese New Bedford Inlet) è un'insenatura lunga circa 35 km ricoperta di ghiaccio, situata sulla costa di Lassiter, nella parte sud-orientale della Terra di Palmer, in Antartide, che si estende in larghezza per circa 25 km, da capo Kidson, a nord, a capo Brooks, a sud.
All'interno dell'insenatura, o comunque delle cale situate sulla sua costa, si gettano diversi ghiacciai, tra cui il Bryan, il Douglas, il Meinardus, il Mosby e il Wells.

## Storia
L'insenatura New Bedford fu scoperta da alcuni membri del Programma Antartico degli Stati Uniti d'America di stanza alla base Est durante una ricognizione aerea effettuata nel dicembre 1940. Gli stessi la battezzarono poi così in onore della cittadina statunitense di New Bedford, nel Massachusetts, centro dell'industria baleniera del New England a metà del diciannovesimo secolo.